# Spondylurus magnacruzae
Espèce
Statut de conservation UICN

 CR B1ab(v)+2ab(v) : 
En danger critique
Spondylurus magnacruzae est une espèce de sauriens de la famille des Scincidae.

## Répartition
Cette espèce est endémique de Sainte-Croix dans les îles Vierges des États-Unis.

## Étymologie
Le nom spécifique magnacruzae vient du latin magnus, grand, et de cruzae, qui fait référence à l'île de Sainte-Croix, en référence à la grande taille de ce saurien par rapport à Capitellum parvicruzae.

## Publication originale
- Hedges & Conn, 2012 : A new skink fauna from Caribbean islands (Squamata, Mabuyidae, Mabuyinae). Zootaxa, no 3288, p. 1–244 (texte intégral).